# 鬼母
鬼母，是中国传说的鬼怪或鬼神。

## 述异记
在《述异记》中，鬼母住在南海的小虞山，又叫鬼姑神、虎龍足、蟒目(蟒蛇目圓)、蛟眉(蛟眉連生),形狀奇偉古怪。它的本領很大，能夠產生天、地和鬼。一次就能生產十個鬼

## 聊斋志异
在聊斋志异中，也有描述婴宁雖是狐產,卻是鬼母帶大的故事。

## 后西游记
在《后西游记》里修成正果的铁扇公主让牛魔王成為了鬼王，然后牛魔王將玉面公主復活成罗刹鬼母。后牛魔王和玉面鬼母生了儿子，叫做梨锌太子黑孩儿。。

## 参看
中国妖怪列表